# Douglas Bader
Douglas Robert Steuart Bader (Londra, 21 febbraio 1910 – Chiswick, 5 settembre 1982) è stato un aviatore britannico, asso della Royal Air Force durante la seconda guerra mondiale, accreditato di 20 vittorie aeree, quattro vittorie in comune, sei probabili, una condivisa probabile e 11 aerei nemici danneggiati.

## Esperienze di volo
Bader si arruolò nella RAF nel 1928 e ottenne la nomina ad ufficiale nel 1930. Nel dicembre del 1931 durante delle acrobazie aeree cadde con il proprio aeroplano e perse entrambe le gambe. Dopo essere stato sul punto di morte, riuscì a guarire, riprese l'addestramento aereo e chiese la riabilitazione come pilota. Malgrado l'assenza di norme specifiche applicabili alla sua situazione, fu messo a riposo per motivi medici. Tuttavia, dopo lo scoppio della seconda guerra mondiale nel 1939, a Bader fu permesso di tornare a far parte della RAF. Mise a segno i primi abbattimenti sui cieli di Dunkerque, durante la battaglia di Francia nel 1940. Prese quindi parte alla battaglia d'Inghilterra e divenne amico e sostenitore di Trafford Leigh-Mallory e della tattica aerea da lui proposta, nota come Big Wing.
Nel mese di agosto 1941 Bader venne catturato dai tedeschi in Francia. Incontrò e divenne amico di Adolf Galland, un asso dell'aviazione tedesca di primo piano. Le circostanze nelle quali Bader venne abbattuto nel 1941 sono controverse e recenti ricerche suggeriscono che il suo aereo fu vittima di fuoco amico. Nonostante il suo handicap, Bader tentò numerosi tentativi di fuga e alla fine fu inviato al campo di prigionia del castello di Colditz. Rimase lì fino a quando il campo non venne liberato dalla Prima Armata del United States Army nell'aprile 1945.
Bader lasciò definitivamente la RAF nel febbraio 1946 e in seguito lavorò nel settore petrolifero.

## Dopo la guerra
Bader promosse alcune campagne per i disabili, per le quali fu nominato Knight Bachelor nel 1976, e continuò a volare fino a quando la cattiva salute lo costrinse a fermarsi nel 1979. Morì tre anni dopo, il 5 settembre 1982, per un improvviso attacco di cuore.

## Curiosità
La sua vita e la sua carriera nella RAF fino alla fine del conflitto furono il soggetto di un libro (Il cielo è la mia meta), scritto da Paul Brickhill (egli stesso pilota di Spitfire durante la guerra), da cui fu tratto un film di successo nel 1956: Bader il pilota.